# Łomno (jezioro)
Łomno – polodowcowe jezioro rynnowo-wytopiskowe  w woj. wielkopolskim, w powiecie poznańskim, w gminie Murowana Goślina, leżące na terenie Pojezierza Gnieźnieńskiego.
Linia brzegowa jest zróżnicowana. Większość brzegów pokrywa pas trzcin i oczeretów. Występują też skupiska grążeli. Z drzew na brzegu rosną olchy. Brzegi narażone są na silną antropopresję. Na wschodnim brzegu funkcjonuje camping, natomiast na zachodnim mocno rozbudowana jest zabudowa letniskowa Wojnówka (domki). W Wojnówku znajduje się piaszczysta plaża.
Na akwenie dopuszczone jest wędkowanie w dzień, które ułatwiają liczne pomosty. Z ryb występują następujące gatunki: płoć, leszcz, lin, karaś, szczupak, okoń i karp.

## Dane morfometryczne
Powierzchnia zwierciadła wody według różnych źródeł wynosi od 19,0 do 20,0 ha.
Zwierciadło wody położone jest na wysokości 82,8 m n.p.m.. Głębokość maksymalna wynosi według różnych źródeł od 5 m do 6,7 m.

## Hydronimia
Według urzędowego spisu opracowanego przez Komisję Nazw Miejscowości i Obiektów Fizjograficznych (KNMiOF) nazwa tego jeziora to Łomno.